# Ricardo Planchón Malán
Ricardo Planchón Malán (25 de maig de 1926) és un polític uruguaià pertanyent al Partit Nacional.
Militant nacionalista des de la seva joventut. D'origen herrerista, va integrar l'agrupació de Benito Nardone Cetrulo; el 1958, amb l'agrupació Llista 12 va contribuir al triomf del partit. Més endavant, durant les eleccions del 1962, va ser elegit diputat pel departament de Colonia, i va ingressar al Parlament el 15 de febrer de 1963. Va ser reelegit per als següents períodes, veient interrumpida la seva carrera parlamentària pel cop d'estat de 1973. Amb la democràcia, va ser diputat suplent durant 1986 i 1995-1998.
Quasi retirat de la política, ocasionalment va realitzar intervencions públiques. No obstant això, el 2009 va donar suport a la precandidatura de Luis Alberto Lacalle.
Casat amb Wilma Geymonat. El seu fill Ricardo també és polític.